# Ebinania gyrinoides
Ebinania gyrinoides är en fiskart som först beskrevs av Weber, 1913.  Ebinania gyrinoides ingår i släktet Ebinania och familjen paddulkar. Inga underarter finns listade i Catalogue of Life.